# Книгоноші

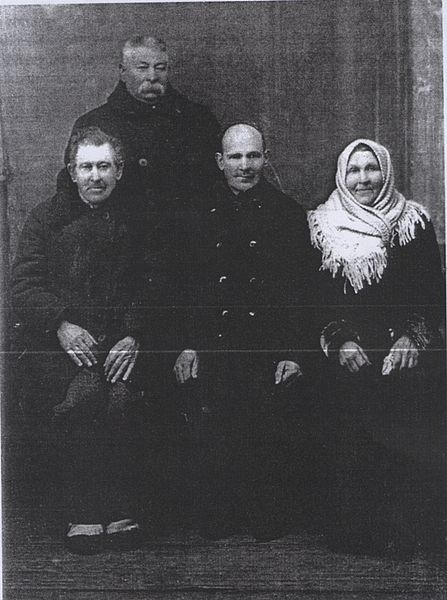
Книгоноші на фотографії кінця XIX століття

Книгоноші (лит. knygnešiai) у Литві — люди, які під час обмежень литовського друку в Росії (1864—1904), нелегально привозили і поширювали позазаконні латинкові книги литовською мовою; феномен литовської історії XIX століття.
Рух книгонош був важливою частиною боротьби за збереження власної самобутності і складовою частиною литовського національно-визвольного руху другої половини XIX — початку XX століття.

## Початки руху

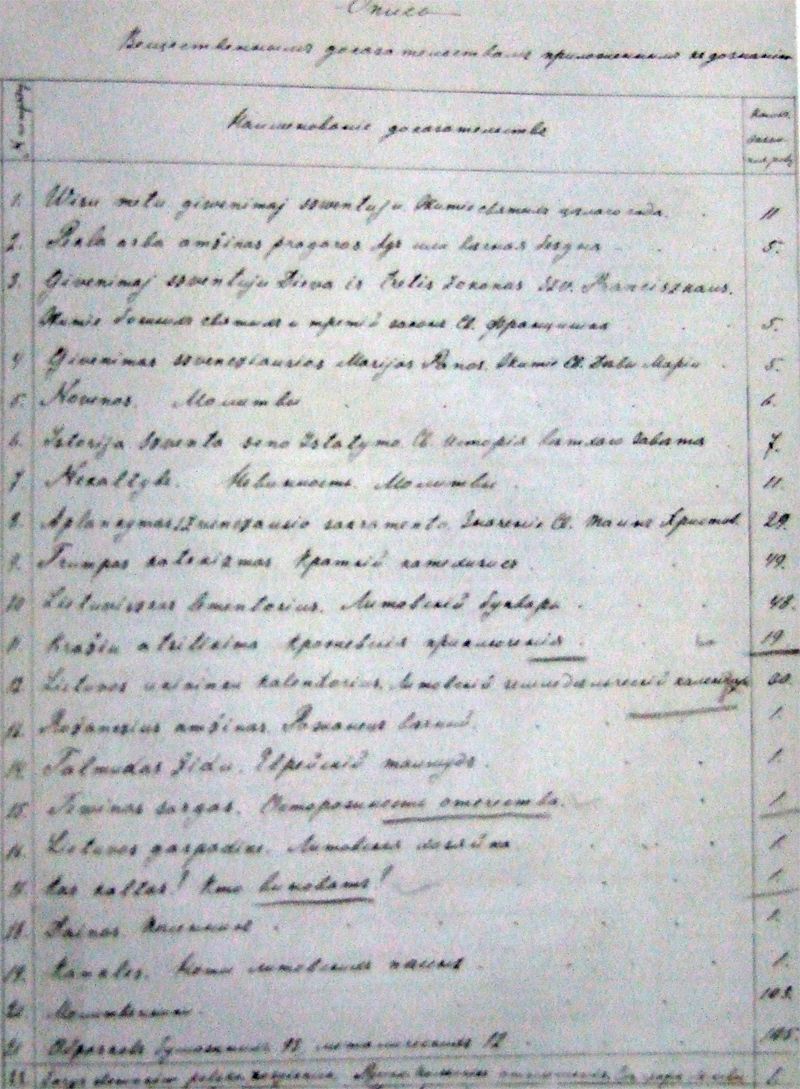
Список вилучених у 1896 р. литовських видань

Ініціатором і початковим організатором нелегального литовського латинського друку і книгоноства було литовське католицьке духовенство. Використання латиниці сприймалося як символічна лояльність католицькому костелу, який традиційно використовував цей шрифт, в той час як православна церква користувалася кирилицею.
Як тільки в Малій Литві почала виходити друкована продукція, призначена для російської Литви, з'явилися і книгоноші — більш-менш досвідчені люди, які доставляли друковані видання з-за кордону і також поширювали їх усередині підросійської Литви.
Єпископ Мотеюс Валанчус створив першу відому організацію книгонош. Він через Юргіса Бялініса переслав до Тільзіту ксьондзеві Йонасу Забярману (лит. Jonas Zabermanas) гроші на відкриття друкарні й тексти перших 9 брошур.
У цих книгах він виступав проти насильно введеної переваги православ'я, закликав боротися проти русифікації — вчити дітей литовської молитви, а також читання і писання рідною мовою. Організація діяла в 1868—1870 роках і була викрита. До в'язниці потрапило 17 осіб, проте єпископ уникнув арешту.

## Організації книгонош
Дорога нелегальних видань до читачів була дуже важкою. У певній мірі поширення книг було полегшене системою, створеною Валанчусом. В кінці шістдесятих років почали з'являтися таємні товариства й організації, метою яких була допомога у виданні та розповсюдженні литовських книг. Найбільше таких організацій з'явилося в 90-х роках XIX століття. Видавець Мартінас Янкус розмістив друкарню і великий склад друку у своїй садибі в Біцянах, біля підніжжя гори Рамбінас, садибу часто називали «Меккою книгонош». Таким чином, упродовж довгих років сформувалася низка зайнятих у національну справу діячів, утворилися незліченні контакти, зв'язки, справжні основи національного руху.

## Список організацій книгонош (1867—1904)[2]
| Номер | Литовська назва                                 | Український переклад               | Територія діяльності                                                                            | Роки діяльності            | Кількість членів |
| ----- | ----------------------------------------------- | ---------------------------------- | ----------------------------------------------------------------------------------------------- | -------------------------- | ---------------- |
| 1     | Valančiaus lietuviškų knygų ledimo ir platinimo | Організація єпископа Валанчуса     | Ковенська губернія                                                                              | 1867-1870                  | ?                |
| 2     | M. Sederavičiaus                                | організація Марцінаса Седаравічуса | містечко Сударгас Владіславаўського повіту Сувалкської губернії                                 | 1873 — початок XX століття | ?                |
| 3     | Garsvių                                         | Гаршвейська селянська організація  | Гаршвей, Поневізький повіт (діяла у Поневізькому й Вількомирському повітах Ковенської губернії) | 1885-1895                  | 5-7              |
| 4     | Atgaja                                          | Паростки                           | Шавельський повіт Ковенської губернії                                                           | 1889-1895                  | 3-11             |
| 5     | Šviesos skaitykla-knygynas                      |                                    | Кольварийський повіт Сувалкської губернії                                                       | 1880                       | ?                |
| 6     | Kaimiška artojų draugija                        |                                    | Шавельський повіт Ковенської губернії                                                           | 1891                       | ?                |
| 7     | Bevardė                                         | безіменна                          | Поневізький повіт Ковенської губернії                                                           | 1892                       | 9                |
| 8     | Bevardė jaunimo drugija                         | Безіменна молодіжна організація    | Маріямпольський повіт Сувалкської губернії                                                      | 1892                       | ?                |
| 9     | Nemunėlio ir Apaščios susivienijimas            |                                    | Поневізький повіт Ковенської губернії                                                           | 1893-?                     | 7-?              |
| 10    | Teisybė                                         | Правда                             | ?                                                                                               | 1893-1896                  | 5-15             |
| 11    | Aušrinė                                         | ранкова зірка                      | Ковенська губернія                                                                              | 1893-1894                  | 7                |
| 12    | Lietuvišku Prievartos draugija                  |                                    | Ковенська губернія                                                                              | 1894                       | ?                |
| 13    | Darželis                                        | Цвітник                            | село Крикліняй Поневізького повіту Ковенської губернії                                          | 1894-1895                  | 16               |
| 14    | Atžala                                          | Паросток                           | Ковенський повіт Ковенської губернії                                                            | 1894                       | 6-10             |
| 15    | Sietynas                                        | Сузір'я                            | Маріямпольський повіт Сувалкської губернії                                                      | 1894-1897                  | 70               |
| 16    | Žiburėlis                                       | Огменчик                           | Поневізький повіт Ковенської губернії                                                           | 1897                       | 5-15             |
| 17    | Bevardė                                         | Безименна                          | Маріямпольський повіт Сувалської губернії                                                       | 1898                       | 15               |
| 18    | Bevardė                                         | Безименна                          | Ковенська губернія                                                                              | 1899                       | 27               |
| 19    | Žvaigždė                                        | Зірка                              | Новоолександрівський повіт Сувалкської губернії                                                 | 1900-1902                  | 20               |
| 20    | Lietuviškos jaunuomenės draugija                | Товариство литовської молоді       | Росієнський повіт Ковенської губернії                                                           | 1900-1901                  | 15               |
| 21    | Spindulis                                       | Промінь                            | Маріямпольський повіт Сувалкської губернії                                                      | 1900                       | ?                |
| 22    | Artojų draugija                                 | Товориство орачів                  | Маріямполе (діяла у Маріямпольському і Владіславському повітах Сувалкської губернії)            | 1900                       | ?                |
| 23    | Aušrelė                                         | Досвіток                           | Новоолександрівський повіт Сувалкської губернії                                                 | 1900-1903                  | 5-15             |
| 24    | Susivienijimas Lietuvos ūkininkų                | Об'єднання литовських селян        | Авкштота                                                                                        | 1901                       | 13-20            |
| 25    | Bevardė                                         | Безименна                          | Ковенська губернія                                                                              | 1902                       | ?                |
| 26    | Mužikėlis                                       |                                    | Шавельський повіт Ковенської губернії                                                           | 1903                       | ?                |
| 27    | Vienybė                                         | Єдність                            | Шавельський повіт Ковенської губернії                                                           | 1903-1905                  | 5-7              |

## Книгоноші та читачі

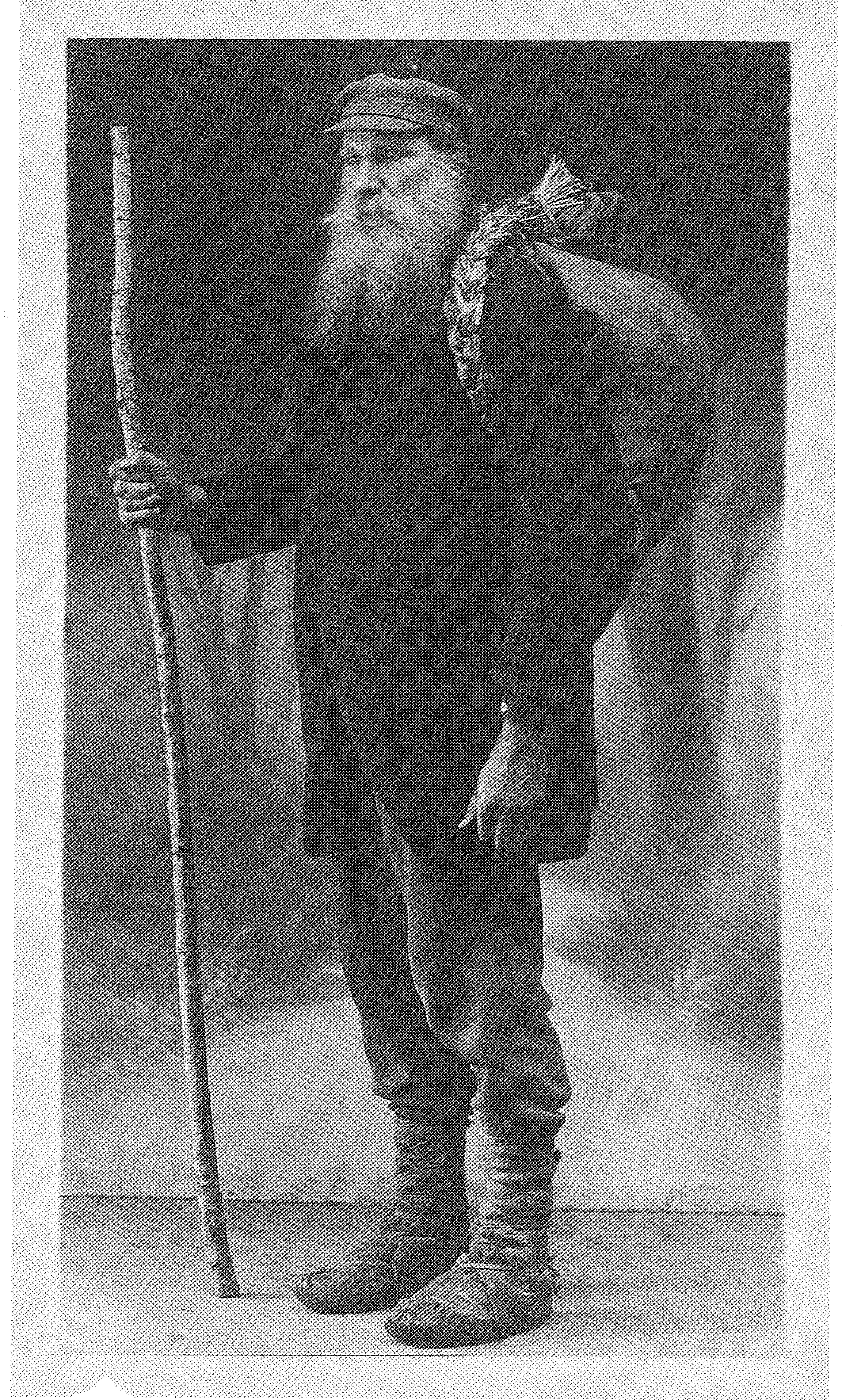
Знаменитий литовський книгоноша Вінцас Юшка (1860—1939)

Для видання забороненої литовської літератури вибиралися друкарні, що перебували в географічно близьких місцевостях. Вимагалося, аби вони розташовувалися поряд із російсько-прусським (німецьким) кордоном і були легко доступними для литовців з Великої Литви, які організовували доставку і переправу книг через кордон.
Знаходилися люди, які нелегально провозили ці книги на територію Росії для поширення у Великій Литві. Жителі прикордоння у Великій і Малій Литві, які добре знали місцевість і прогалини в охороні кордону, ставали найкращими помічниками книгонош: допомагали їм перейти кордон і пронести книги з прикордонної зони. Треба відзначити, що прусські друкарі добре знали, як треба підготувати книги і газети для переправлення через кордон. Щільно упаковані тюки — по два пуди (32 кг) кожен проносили в який-небудь прикордонний шинок або інше місце, звідки їх могли забрати книгоноші. Ті, щоб пронести якомога більше друкованої продукції, наймали на кордоні сильних досвідчених чоловіків. Пронесені через кордон книги ховали в потрібному місці, найчастіше за першою прикордонною смугою. Звідси їх вивозив уже сам книгоноша, заховавши серед дров, у сіні або навіть у труні вигаданого покійного, у візку з подвійним дном.
Потім книги роздавалися іншим книгоношам-розповсюджувачам. Останні обов'язково займалися яким-небудь ще видом діяльності або ремеслом, бо не могли прожити, займаючись тільки книготоргівлею. Крім того, потрібно було мати якесь прикриття, щоб виправдати відносини з різноманітними невідомими і маловідомими людьми. Найбільше для цих цілей підходив роздрібна торгівля у костелах неділями і на свята. Одночасно під виглядом «рекламного матеріалу» поширювалися видання невеликого об'єму і газети, що висилалися з США і Німеччини для литовців-інтелігентів, що жили в російській глибинці. Поштові службовці та цензура там не були так уважні, як у Литві.
Треба відзначити, що для книгонош це заняття, хоча й надто ризикове й малоприбуткове, було певним способом заробити на хліб. Окрім цього, у контрабанді переважали майже виключно релігійні видання. З часом, ситуація почала змінюватись. З'явилися, а потім почали домінувати, видання, в яких були вміщені національні постулати. Так само, вже й сама контрабанда захоплювала, ставала не стільки заробітком, скільки ідейною роботою на національній ниві.
Контрабандна литовськомовна література з Пруссії поширювалася на території всієї нинішньої Литви, а також на Сувальщині, у Ризі та Мітаві. Однак різні повіти Литви забезпечувалися контрабандною літературою нерівномірно.
| Повіти                           | Книгоноші | Розповсюджувачі | Хранителі | Всього |
| -------------------------------- | --------- | --------------- | --------- | ------ |
| Прикордонні                      |           |                 |           |        |
| Владиславський                   | 58        | 44              | 52        | 154    |
| Воукависький                     | 114       | 20              | 62        | 196    |
| Росієнський                      | 435       | 129             | 223       | 787    |
| Тельшавський                     | 152       | 118             | 301       | 571    |
| Усього                           | 759       | 311             | 638       | 1708   |
| Активні внутрішні повіти         |           |                 |           |        |
| Маріямпольський                  | 7         | 54              | 67        | 128    |
| Панявеський                      | 4         | 84              | 176       | 264    |
| Шауляйський                      | 15        | 69              | 139       | 223    |
| Вількамирський                   | 4         | 104             | 97        | 205    |
| Усього                           | 30        | 311             | 479       | 820    |
| Пасивні внутрішні повіти         |           |                 |           |        |
| Ковенський                       | 18        | 48              | 44        | 110    |
| Новоолександрівський             | –         | 57              | 46        | 103    |
| Усього                           | 18        | 105             | 90        | 213    |
| Східні та південні повіти        |           |                 |           |        |
| Кальварийський                   | 2         | 16              | 18        | 36     |
| Сейненський                      | 3         | 7               | 7         | 17     |
| Свянцянський                     | –         | 3               | 4         | 7      |
| Тракайський                      | –         | 18              | 27        | 45     |
| Віленський                       | 1         | 9               | 5         | 15     |
| Усього                           | 6         | 53              | 61        | 120    |
| Інші литовські місцевості        | 4         | 3               | 3         | 10     |
| Невизначені литовські місцевості | –         | 18              | 98        | 116    |
| Поза межами Литви                | 13        | 58              | 32        | 103    |
| Усього                           | 830       | 859             | 1401      | 3090   |

Крім цього, були нелегальні литовські школи. Учителів у таких школах називали директорами. Важко було знайти в Литві селище або село, де було б неможливо купити литовську друковану продукцію.

## Боротьба з книгоношами
Перші справи на книгонош були заведені 1865 року. Влада не припускала, що заборона викличе такий масовий опір литовців, тому спочатку не знала, що робити зі спійманими контрабандистами. З 1870 року, після скасування воєнного стану, людей, затриманих за розповсюдження литовського друку, згідно з наказом генерал-губернатора треба було штрафувати на 25 карбованців. Частина справ передавалася на розгляд повітових судів, з 1876 року — мирових суддів, а з 1883 року — окружних суддів. Штраф збільшився до 250 карбованців, або по 7,5 карбованців за кожне іноземне видання. Оскільки заборона литовського друку не була оформлена законодавчо, книгоношів часто виправдовували, притягуючи до відповідальності за антиурядові видання.
Департамент поліції не довіряв судам, тому 1890 року були обмежені їх функції, а справи, які стосувалися антиурядового друку, передавалися адміністрації. Поліція, митниця та інші установи при виявленні злочину мали повідомити прокуророві Віленської або Варшавської судової палати та керівника жандармського управління відповідної губернії (в Сувалкській губернії — в повітові жандармські управління). У допитах, які проводили жандармські офіцери, брали участь прокурор окружної судової палати або його помічник. Після закінчення суду прокурор окружного суду представляв справу на розгляд прокурору Віленської або Варшавської судової палати. Той прикладав висновок, узгоджений з генерал-губернатором, і відсилав його до міністра юстиції, який спільно з міністром закордонних справ готував обвинувальний акт, пропонував покарання і представляв на затвердження імператорові. Переглянувши пропонований висновок, цар стверджував чи скасовував покарання. Його рішення було остаточним.
У випадках, коли серед конфіскованої у книгонош і зберігачів литовського друку не було так званих антиурядових видань, а у затриманих забирали тільки релігійну літературу, поради по сільському господарству або художні твори, процедура визначення вини була простішою, а покарання — більш помірними. Вилучені речові докази та їх перелік, а також протокол, митниця і поліція надсилали губернаторові. Розглянувши його пропозицію, генерал-губернатор визначав остаточне покарання. Експертам, який визначав категорії друкованого видання як докази, тобто. тим, який визначав, є видання антиурядових чи ні, найчастіше був Віленський окремий цензор по іноземній цензурі або перекладач губернського жандармського управління.
Царська влада виплачувало прикордонникам спеціальні премії: за кожну книгу −10 копійок, за пуд газет або інших видань — 10 карбованців. Розкриті книгоноші каралися, наприклад Вінцас Юшка (1860—1939), затриманий 30 грудня 1894 року із забороненою літературою, був засуджений на 2 роки тюремного ув'язнення і до 3-річного заслання до Вологодської губернії, але це не зупиняло інших. Одному з найвідоміших книгонош, Юргіс Бялінісу 5 разів удавалося втекти від жандармів.
Проти книгонош боролися не тільки російські офіційні особи, а й німецькі. Так, за сприяння людей, які переслідували книгонош і прусської поліції шестеро переносників було схоплено й передано Росії. 1897 року німецький кайзер Вільгельм II і російський цар Микола II провели переговори в Петербурзі щодо спільних дій проти книгонош і литовського друку.
Різні соціальні групи по-різному були представлені в русі за збереження литовського друку.
| Стани/соціальні групи | Книгоноші | Поширювачі | Зберігачі | Усього |
| --------------------- | --------- | ---------- | --------- | ------ |
| Селяни                | 87,9      | 67,4       | 82,5      | 79,6   |
| Міщани                | 4,8       | 10,8       | 6,7       | 7,4    |
| Шляхта                | 2,2       | 6,2        | 6,1       | 5,1    |
| Духовенство           | 0,3       | 3,7        | 3,6       | 1,4    |
| Відставні солдати     | 1,7       | 3,6        | 1,5       | 2,1    |
| Інтелігенти           | -         | 8          | 2         | 3,2    |
| Жителі Пруссії        | 3,1       | 0,3        | 0,6       | 1,2    |

Сучасні дослідження показують, що постраждало приблизно 1584 книгонош: 52 були заслані до Сибіру і північних губерній Європейської Росії, 89 потрапили до в'язниці і згодом були вислані в сусідні губернії, 866 були затримані й відсиділи термін у місцевих в'язницях і міліційних відділках, 21 отримав фінансові стягнення, 478 були виправдані і 78-м волю дарував цар різними маніфестами.
Масштаб справи вказують навіть царські статистики. Так, віленський генерал-губернатор П. Д. Святополк-Мирський у своєму звіті за 1902—1903 роки відзначав:
| Левыя коскі | На митниці литовських книг вилучено: у 1891–1893 рр. — 37 718, в 1894–1896 рр. — 40. 335, в 1897–1899 рр. — 39024, в 1900–1902 рр. — 56 182, а в 1903 р. — 23 079. | Праві коскі |

Згідно з сучасними підрахунками, влада вилучила лише близько 8-10 % контрабандних книг.
Завдяки книгоношам, заборона литовського друку була скасована в 1904 р.

## Рух книгонош та Білорусь
Як відомо, перші видання новою білоруською мовою почали безперервно з'являтися після 1891 року. Проте в Російській імперії друкувати їх, особливо латинкою, було важко. Тому видавці білоруських книг часто користувалися можливостями друку за кордоном.
1926 року Вацлав Ластовський згадував про свою розмову з литовським видавцем Мартінасом Янкусом:
Цим молодиком був Мар'ян Абрамович, до нашого часу збереглася брошура «Дядько Антон» — переклад, зроблений з польської агітаційної брошури «Ojciec Szymon» (укр. «Отець Шимон»).
Після друку брошуру було конфісковано прусською поліцією, але пізніше повернуто. Відтоді невеликі посилки з «Дядьком Антоном» поступово пересилалися через кордон упродовж декількох років. Згідно зі звітом Польської Соціалістичної Партії, ще 1895 року через перехідний пункт біля Тавраге на прусському кордоні були переправлені 332 екз. якихось білоруських видань. Очевидно, це був «Дядько Антон».
У газеті «Tėvynės sargas» (укр. Сторож Вітчизни), що виходила у 1896—1904 роки, повідомлялося про книгоношу, який два рази навідував литовців Могильовської губернії (Бабиновичів, Сєнного, Толочина, Чечерська, Радомлі і Шклова).

## Вшанування пам'яті

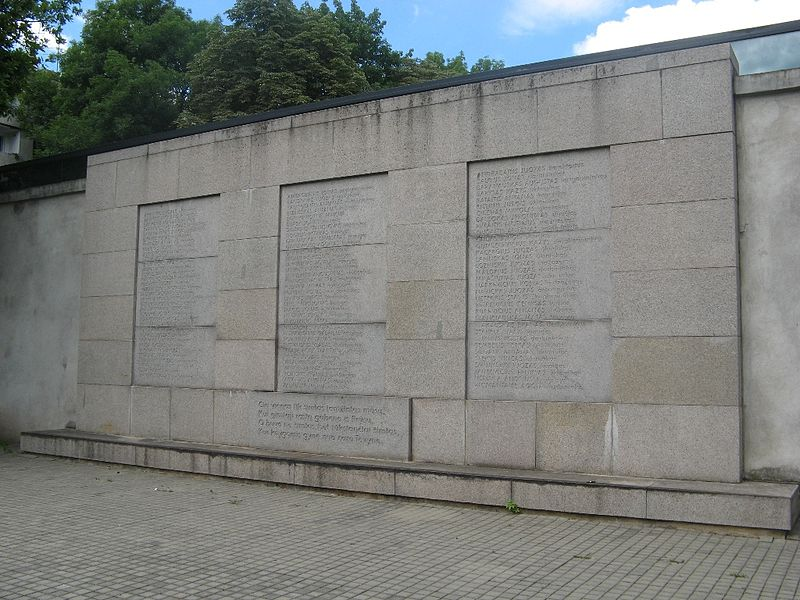
Стіна книгонош у Воєнному музеї Вітовта Великого

У радянські часи цей історичний епізод був під забороною. Після розпаду СРСР книгонош стали знову вшанувати у Литві — в музеях, назвах вулиць та пам'ятників. Музей литовських книгонош розташований ув Устроні, неподалік від Кракенави.
У 2004 р. ЮНЕСКО визнала нелегальне розповсюдження литовських книг унікальною історичною подією, що не має аналогів у світі.
Роковини народження Юргіса Бялініса (16 березня 1846 року), засновника мережі нелегального поширення литовської літератури відзначається нині в Литві як День книгонош (лит. Knygnešio diena).
У Польщі меморіальна дошка у пам'ять книгоноши Повіласа Матулявічуса є в селі Кревянай біля Пунська.

## Книгоноші у мистецьких творах
У Каунасі розташований пам'ятник невідому розповсюджувачеві книжок авторства Юзаса Зікараса. Це один з найбільш широко відомих у Литві скульптурних творів 30-х років.
Образ книгонош вивів Володимир Короткевич ув однойменній новелі.
Литовська письменниця Dalia Giniuvienė з нагоди 100-річчя литовського книгодрукування латинським шрифтом написала книгу про книгонош «Pašešupio knygnešiai». Ілюстрації для них створила митець Jolita Bičkienė.
У 2011 р. у Литві вийшов художній фільм «Книгоноші» (лит. Knygnešystė). Молоді творці фільму виказали підтримку ідеям вільного поширення інформації також і власним прикладом — фільм був не лише показаний у кінотеатрах, але й викладений у відкритий доступ.

## Цікаві факти
- Відомий білоруський діяч Юрій Туронак організував особливий канал доставки нелегальної білоруської літератури, користаючи у своїй діяльності досвід литовців XIX ст[17].